# Paul H. Nitze School of Advanced International Studies
Die Paul H. Nitze School of Advanced International Studies (SAIS) ist eine Graduate School für internationale Politik und Wirtschaftswissenschaften der Johns Hopkins University. Sie hat ihren Sitz auf der Massachusetts Avenue in Washington, D.C. und verfügt über einen zweiten Campus in Bologna sowie über eine Außenstelle in Nanjing, China.
Die SAIS ist eine Einrichtung für Studium und Forschung im Bereich der Internationalen Beziehungen. Sie ist eine graduate school, die ausschließlich die Abschlüsse Master und Ph.D. verleiht. Sie ist ein Zentrum des politischen Diskurses in den USA und an ihr forschen und lehren Politologen, Ökonomen und Historiker.
Der Großteil der Studierenden an der SAIS belegt den zweijährigen Master of Arts in International Relations and International Economics. Dabei werden die Studierenden in einem interdisziplinären Studium in Bereichen wie Politikwissenschaften, Ökonomie, Finanzen, Geschichte und Völkerrecht ausgebildet, wobei SAIS einen Schwerpunkt auf die wirtschaftswissenschaftliche Ausbildung legt und die Studierenden individuelle Schwerpunkte setzen. Ein Teil der Studierenden verbringt das erste Studienjahr am SAIS Bologna Center in Bologna, Italien und wechselt für das zweite Studienjahr nach Washington. Pro Jahr beginnen etwa 150 Studierende das Studium an der SAIS, die aus mehr als 1800 Bewerbern (2009) ausgewählt werden.

## Geschichte
Die School of Advanced International Studies wurde 1943 von Paul H. Nitze und Christian Herter in Washington, D.C. gegründet. 1950 wurde SAIS der Johns Hopkins University in Baltimore angegliedert. 1955 eröffnete SAIS das Bologna Center in Bologna, Italien und schuf damit die erste amerikanische Graduierteneinrichtung in Europa. 1963 fand der Umzug in die heutigen Gebäude an der Massachusetts Avenue in Washington, D.C. statt. Die Schule liegt damit in unmittelbarer Umgebung zu Botschaften, Forschungseinrichtungen, internationalen Organisationen und Unternehmen. 1986 wurde das Hopkins-Nanjing Center in Nanjing als dritter Standort von SAIS eröffnet. Dean der SAIS ist seit 2019 der einflussreiche Politologe Eliot A. Cohen, der Nachfolger des Nahost-Experten Vali Nasr wurde. Weitere Vorgänger in der Rolle waren Jessica Einhorn oder der spätere Weltbank-Präsident Paul Wolfowitz.

## Studienangebot
Die SAIS vergibt drei verschiedene Abschlüsse:
- Den Master of Arts in International Relations and International Economics (M.A.). Dieses zweijährige Programm besteht aus zwei verschiedenen Schwerpunkten, von denen einer verpflichtend International Economics ist. Der zweite Schwerpunkt wird aus regionalen und funktionalen Vertiefungen im Bereich der internationalen Studien und Politik gewählt. 80 Prozent der Studierenden der SAIS studieren im M.A. Programm. Zudem besteht die Möglichkeit einer Spezialisierung in den Bereichen Quantitative Methods and Economic Theory, International Finance oder Development Economics.

- Den einjährigen Master of International Public Policy (M.I.P.P.). Darin werden Berufstätige mit mindestens neunjähriger Berufserfahrung in den Feldern International Relations und Economics ausgebildet.

- Das Doctorate of Philosophy (Ph.D.) ist ein mehrjähriges Doktoratsstudium, das mit dem Titel Ph.D. abgeschlossen wird.

Zudem gibt es Doppelabschlusskooperationen mit anderen Graduate Schools innerhalb der USA, so z. B. mit der Wharton School an der University of Pennsylvania, mit der Tuck School of Business am Dartmouth College, mit der Stanford University Law School oder mit der Johns Hopkins Bloomberg School of Public Health. Seit April 2011 besteht auch ein Doppelabschlussprogramm mit der Business School INSEAD, in dessen Rahmen Studierende die Abschlüsse beider Institutionen in verkürzter Zeit erwerben können.

## Akademische Rankings
Die Bildungseinrichtung gilt als eine der führenden Einrichtung ihrer Art in den USA. Die Zeitschrift Foreign Policy hat sie in ihrem weltweiten Ranking im Jahr 2015 auf dem zweiten Platz aller Masterstudiengänge im Bereich Internationale Beziehungen aufgeführt, hinter der Georgetown University, aber vor der Harvard University Kennedy School of Government, der Princeton University Woodrow Wilson School, der Columbia University School of International and Public Affairs sowie der Fletcher School of Law and Diplomacy.

## Bekannte Absolventen
Zu den bekannten Absolventen gehören Madeleine Albright, Niels Annen, Wolf Blitzer, Timothy Geithner, Josef Joffe, Geir Haarde, Andreas Nick, Jody Williams, Gerold von Braunmühl und Bandar ibn Sultan. Bis 2009 wurden mehr als 130 Absolventen der SAIS zu Botschaftern berufen, darunter der ehemalige deutsche Botschafter in Saudi-Arabien Boris Ruge, der ehemalige deutsche Botschafter in Albanien Hellmut Hoffmann, der ehemalige deutsche Botschafter in Lettland Rolf Schütte, die ehemalige deutsche Botschafterin in Katar Angelika Renate Storz-Chakarji, die ehemalige deutsche Botschafterin in Algerien Jutta Wolke, der ehemalige deutsche Botschafter in Indonesien Norbert Baas sowie der deutsche Botschafter in Nicaragua Karsten Warnecke.